# Amicalement vôtre (chanson)
Pour l’article homonyme, voir Amicalement vôtre.
 (avril 2016).
Si vous disposez d'ouvrages ou d'articles de référence ou si vous connaissez des sites web de qualité traitant du thème abordé ici, merci de compléter l'article en donnant les références utiles à sa vérifiabilité et en les liant à la section « Notes et références ».
Singles de Lio
Sage comme une image Mona Lisa
Amicalement vôtre est le troisième et dernier extrait du premier album de Lio. Il est écrit et composé par Jacques Duvall et Jay Alanski.
Le titre atteint la 13e position au top français et la 59e position au top allemand.
Le clip est réalisé par Jeep Novak en 1981.